# Euhyponomeuta
Euhyponomeuta é um gênero de mariposa pertencente à família Acrolepiidae.